# شتيفاني شميت
شتيفاني شميت (بالألمانية: Steffi Schmidt)‏ (13 يناير 1968 في ألمانيا - ) هي لاعبة كرة طائرة ألمانيا الشرقية وألمانية (وحملت سابقاً جنسية ألمانيا الشرقية). شاركت في الألعاب الأولمبية الصيفية 1988.

## وصلات خارجية
- شتيفاني شميت على موقع أوليمبيديا (الإنجليزية)